# Festival di Cannes 1979
La 32ª edizione del Festival di Cannes si è svolta a Cannes dal 10 al 24 maggio 1979.
La giuria presieduta dalla scrittrice francese Françoise Sagan ha assegnato la Palma d'oro per il miglior film ex aequo a Apocalypse Now di Francis Ford Coppola (pur presentato in una versione non definitiva) e Il tamburo di latta di Volker Schlöndorff; il premio per la regia fu assegnato a Terrence Malick per I giorni del cielo, mentre il premio per il miglior attore andò a Jack Lemmon per il suo ruolo nel film Sindrome cinese.

## Selezione ufficiale

### Concorso
- La mia brillante carriera (My Brilliant Career), regia di Gillian Armstrong (Australia)
- L'eredità (Arven), regia di Anja Breien (Norvegia)
- Sindrome cinese (The China Syndrome), regia di James Bridges (USA)
- L'ingorgo, regia di Luigi Comencini (Francia/Italia/Spagna/Germania)
- Apocalypse Now, regia di Francis Ford Coppola (USA)
- Il fascino del delitto (Série noire), regia di Alain Corneau (Francia)
- Donna tra cane e lupo (Een vrouw tussen hond en wolf), regia di André Delvaux (Francia/Belgio)
- La drôlesse, regia di Jacques Doillon (Francia)
- Los sobrevivientes, regia di Tomás Gutiérrez Alea (Cuba)
- Woyzeck, regia di Werner Herzog (Germania)
- Gli europei (The Europeans), regia di James Ivory (Gran Bretagna)
- Magyar rapszódia, regia di Miklós Jancsó (Ungheria)
- Siberiade (Sibiriada), regia di Andrei Konchalovsky (Unione Sovietica)
- I giorni del cielo (Days of Heaven), regia di Terrence Malick (USA)
- Caro papà, regia di Dino Risi (Francia/Canada/Italia)
- Norma Rae, regia di Martin Ritt (USA)
- Il tamburo di latta (Die blechtrommel), regia di Volker Schlöndorff (Francia/Germania/Jugoslavia/Polonia)
- Les Sœurs Brontë, regia di André Téchiné (Francia)
- Senza anestesia (Bez znieczulenia), regia di Andrzej Wajda (Francia/Polonia)
- Victoria, regia di Bo Widerberg (Germania/Svezia)
- Occupazione in ventisei quadri (Okupacija u 26 slika), regia di Lordan Zafranović (Jugoslavia)

### Fuori concorso
- Manhattan, regia di Woody Allen (USA)
- Prova d'orchestra, regia di Federico Fellini (Italia)
- Hair, regia di Miloš Forman (USA)
- I dieci diritti del bambino, regia di John Halas, Fernando Ruiz, Manfredo Mandredi, Johan Hagelback, Jerzy Kotowski, Alina Kotowski, Klaus Georgi, Katja Georgi
- La saggezza nel sangue (Wise Blood), regia di John Huston (USA)
- A noi due (À nous deux), regia di Claude Lelouch (Francia/Canada)
- Cristo si è fermato a Eboli, regia di Francesco Rosi (Francia/Italia)
- Le musée du Louvre, regia di Toshio Uruta

### Un Certain Regard
- Moments de la vie d'une femme, regia di Michal Bat-Adam (Francia/Israele)
- La terza generazione (Die dritte generation), regia di Rainer Werner Fassbinder (Germania)
- Fad'jal, regia di Safi Faye (Senegal)
- Companys, procés a Catalunya, regia di José María Forn (Spagna)
- A Kedves szomszéd, regia di Zsolt Kézdi-Kovács (Ungheria)
- Lo spirito del vento, regia di Ralph Liddle (USA)
- Paviljon VI, regia di Lucian Pintilie (Jugoslavia)
- Mourir à tue-tête, regia di Anne Claire Poirier (Canada)
- Encore un hiver, regia di Françoise Sagan (Francia)
- Dalla nube alla resistenza, regia di Jean-Marie Straub e Danièle Huillet (Gran Bretagna/Francia/Italia/Germania)
- Printemps en février, regia di Shei Tieli
- Les petites fugues, regia di Yves Yersin (Francia/Svizzera)

## Settimana internazionale della critica
- La ràbia, regia di Eugeni Anglada (Spagna)
- Chuy petela, regia di Stefan Dimitrov (Bulgaria)
- Sayehaye bolande bad, regia di Bahman Farmanara (Iran)
- Northern Lights, regia di John Hanson e Rob Nilsson (USA)
- Fremd bin ich eigezogen, regia di Titus Leber (Germania/Austria)
- Servantes du bon Dieu, regia di Diane Létourneau-Tremblay (Canada)
- Jun, regia di Hiroto Yokoyama (Giappone)

## Quinzaine des Réalisateurs
- Bastien, Bastienne, regia di Michel Andrieu (Francia)
- Rockers, regia di Ted Bafaloukos (Giamaica)
- Tiro, regia di Jacob Bijl (Paesi Bassi)
- Julio comienza en julio, regia di Silvio Caiozzi (Cile)
- La mémoire courte, regia di Eduardo de Gregorio (Francia/Belgio)
- Angi Vera, regia di Pál Gábor (Ungheria)
- Avoir 16 ans, regia di Jean Pierre Lefebvre (Canada)
- Black Jack, regia di Ken Loach (Gran Bretagna)
- Caniche, regia di Bigas Luna (Spagna)
- Zmory, regia di Wojciech Marczewski (Polonia)
- Bajecni muzi s klikou, regia di Jiří Menzel (Cecoslovacchia)
- Cinque serate (Pyat vecherov), regia di Nikita Mikhalkov (Unione Sovietica)
- Nighthawks, regia di Ron Peck (Gran Bretagna)
- Crônica de um Industrial, regia di Luiz Rosemberg Filho (Brasile)
- Old Boyfriends - Il compagno di scuola (Old Boyfriends), regia di Joan Tewkesbury (USA)
- La empresa perdona un momento de locura, regia di Mauricio Walerstein (Venezuela)

## Giuria
- Françoise Sagan, scrittrice (Francia), presidente
- Sergio Amidei, sceneggiatore (Italia)
- Rodolphe-Maurice Arlaud, giornalista (Svizzera)
- Luis García Berlanga, regista (Spagna)
- Maurice Bessy, giornalista (Francia)
- Paul Claudon, produttore (Francia)
- Jules Dassin, regista (USA)
- Zsolt Kézdi-Kovács, regista (Ungheria)
- Robert Roždestvenskij, scrittore (Unione Sovietica)
- Susannah York, attrice (Gran Bretagna)

## Palmarès
- Palma d'oro: Apocalypse Now, regia di Francis Ford Coppola (USA) ex aequo Il tamburo di latta (Die blechtrommel), regia di Volker Schlöndorff (Francia/Germania/Jugoslavia/Polonia)
- Grand Prix Speciale della Giuria: Siberiade (Sibiriada), regia di Andrei Konchalovsky (Unione Sovietica)
- Prix d'interprétation féminine: Sally Field - Norma Rae, regia di Martin Ritt (USA)
- Prix du second rôle féminin: Eva Mattes - Woyzeck, regia di Werner Herzog (Germania)
- Prix d'interprétation masculine: Jack Lemmon - Sindrome cinese (The China Syndrome), regia di James Bridges (USA)
- Prix du second rôle masculin: Stefano Madia - Caro papà, regia di Dino Risi (Francia/Canada/Italia)
- Prix de la mise en scène: Terrence Malick - I giorni del cielo (Days of Heaven) (USA)
- Grand Prix tecnico: Norma Rae, regia di Martin Ritt (USA)
- Caméra d'or: Northern Lights, regia di John Hanson e Rob Nilsson (USA)
- Premio FIPRESCI:
  - Concorso: Apocalypse Now, regia di Francis Ford Coppola (USA)
  - Sezioni parallele: Angi Vera, regia di Pál Gábor (Ungheria) ex aequo Black Jack, regia di Ken Loach (Gran Bretagna)
- Premio della giuria ecumenica: Senza anestesia (Bez znieczulenia), regia di Andrzej Wajda (Francia/Polonia)
  - Premio della giuria ecumenica - Menzione speciale: L'eredità (Arven), regia di Anja Breien (Norvegia)